# Трансвекция (математика)
Матрица трансвекции — квадратная матрица, содержащая единицы на главной диагонали, ненулевое число {\displaystyle \lambda } в ячейке {\displaystyle (i,j),i\neq j} и нули в остальных ячейках.
Пример трансвекции:
{\displaystyle S={\begin{pmatrix}1&0&0&\lambda &0\\0&1&0&0&0\\0&0&1&0&0\\0&0&0&1&0\\0&0&0&0&1\end{pmatrix}}.}

## Свойства
- Трансвекция относится к элементарным преобразованиям матриц.